# Indien ved sommer-OL 2024
Indien deltog i sommer-OL 2024 i Paris, Frankrig fra 26. juli til 11. august 2024.
Udøvere for Indien vandt tilsammen seks medaljer, hvorav én sølv og fem bronze.

## Medaljer
| 2024 Paris | Guld | Sølv | Bronze | Total |
| Indien     | 0    | 1    | 5      | 6     |

### Medaljevinderne
| Indien under sommer-OL 2024 i Paris | Indien under sommer-OL 2024 i Paris | Indien under sommer-OL 2024 i Paris | Indien under sommer-OL 2024 i Paris | Indien under sommer-OL 2024 i Paris |
| Medalje                             | Navn | Sport                               | Event                               | Dato                                |
| ----------------------------------- | --- | ----------------------------------- | ----------------------------------- | ----------------------------------- |
| Sølv                                | Neeraj Chopra | Atletik                             | Herrernes spydskast                 | 8. august                           |
| Bronze                              | Manu Bhaker | Skydning                            | Women's 10 m air pistol             | 28. juli                            |
| Bronze                              | Manu Bhaker Sarabjot Singh | Skydning                            | Mixed 10 m air pistol team          | 30. juli                            |
| Bronze                              | Swapnil Kusale | Skydning                            | Men's 50 m rifle three positions    | 1. august                           |
| Bronze                              | Indiens landhold i hockey for mænd - Jarmanpreet Singh - Abhishek Nain - Manpreet Singh - Hardik Singh - Gurjant Singh - Sanjay Dabra - Mandeep Singh - Harmanpreet Singh (C) - Lalit Upadhyay - P. R. Sreejesh - Sumit Walmiki - Shamsher Singh - Raj Kumar Pal - Amit Rohidas - Vivek Prasad - Sukhjeet Singh | Hockey                              | Herrernes turnering                 | 8. august                           |
| Bronze                              | Aman Sehrawat | Brydning                            | Herrernes 57 kg fristil             | 9. august                           |